# Kotlina
 Ovo je glavno značenje pojma Kotlina. Za druga značenja pogledajte Kotlina (Kneževi Vinogradi) i Oceanska kotlina.
Kotlina je duboka prostrana dolina strmih strana između brijegova ili planina, zatvorena sa svih strana ili u slučaju dreniranja rijeke, otvorena na dva dijela. Može biti tektonska, vulkanska ili krška kotlina. Kotline se javljaju i na dnu mora ili oceana. 

## Poveznice
- Geološka depresija

## Kotline u Hrvatskoj
- Požeška kotlina u Slavoniji
- Jabučka kotlina u Jadranskom moru

Geomorfologija